# زيربو (بافيا)
زيربو (بالإيطالية: Zerbo)‏ هي بلدة تقع في مقاطعة بافيا بإقليم لومبارديا في شمال إيطاليا. تبلغ مساحة هذه المدينة 6.4 (كم²)، وترتفع عن سطح البحر م، بلغ عدد سكانها 465 نسمة في عام 2004 حسب إحصاء المعهد الوطني للإحصاء.

## السكان
في سنة 1861 بلغ عدد السكان 926 نسمة، وتطور العدد ليصل في سنة 2011 لـ 445 نسمة.
يظهر هذا المخطط البياني تطور النمو السكاني لـ زيربو (بافيا)